# 김경범
김경범(한국 한자: 金暻範,1965년 3월 5일 ~ )은 최초의 고졸 출신 K리거로 1985년부터 1998년까지 13년간 유공 코끼리, 일화 천마/ 천안 일화, 부천SK 등에서 338경기를 뛰며 9골 33도움 32경고 0퇴장으로 활약했고 1990년 FIFA 이탈리아 월드컵 아시아 예선 대표로 선발된 과거의 축구 선수이다. 이후 고향팀인 내셔널리그 강릉시청으로 이적해 1999년부터 2002년까지 만 37세의 나이까지 엄청난 활약을 했다.
2003년부터 2006년까지는 강릉시청의 코치와 감독으로 재직하며 K2리그 준우승을 차지하기도 했다. 대한축구협회 전임강사로 재직하기도 했으며 이후 동대부고 축구부, 서울 유나이티드 고등부 팀인 서울 유나이티드 U-18 감독을 맡았다.
2018년부터 2019년까지 K3리그 어드밴스 양평 FC의 감독을 맡았다. 양평 FC 감독으로서 2018년 FA컵에서 K리그1 상주 상무, 2019년에는 K리그2 아산 무궁화를 상대로 승부차기 끝에 승리를 거두며 K3리그 최초로 K리그1 팀을 꺾는 이변을 만들어냈다. 이후 양평 FC가 사상 처음으로 K3리그 어드밴스에서 준우승을 차지했지만 김남수 단장과의 불화로 2020년 계약 연장을 하지 못해 논란이 되었다.
2020년부터 현재까지 K3리그 춘천시민축구단의 감독을 맡고 있다.